# Cesar (Kolumbia)
Cesar – departament Kolumbii. Położony w północno-wschodniej części kraju, graniczy na północy z Guajira, na zachodzie z Magdalena, Norte de Santander i Bolivar, na południu z Santander, graniczy również z Wenezuelą. Został utworzony w 1967 roku.

## Historia
Zanim hiszpańscy zdobywcy przybyli na ten teren, liczne grupy Indian zamieszkiwały obszar departamentu Cesar, wśród nich plemiona: Malibu, Tairona, Arhuaco, Motilones, Eupari, Guatapuries, Chimila i Tupe.  Pierwszy europejski zdobywca przybył na te ziemie w 1529 roku, a był nim Pedro de Badillo. W 1531 roku przybył tu Niemiec Ambrosius Ehinger.

## Geografia
Cesar ma powierzchnię 22 905 km². Na nizinach panuje ciepły i suchy klimat, roczne opady atmosferyczne wynoszą niespełna 1,3 mm. Tereny górskie charakteryzują się niskimi temperaturami i opadami atmosferycznymi wynoszącymi powyżej 2000 mm rocznie.

## Gospodarka
Główną gałęzią gospodarki departamentu Cesar jest hodowla bydła i rolnictwo, kolejne to przemysł i górnictwo. Hodowla bydła prowadzona jest głównie w dużych gospodarstwach. W rolnictwie dominują plantacje bawełny, ryżu, trzciny cukrowej, juki i bananów.

## Miasta
1. Aguachica
2. Agustín Codazzi
3. Astrea
4. Becerril
5. Bosconia
6. Chimichagua
7. Chiriguaná
8. Curumaní
9. El Copey
10. El Paso
11. Gamarra
12. González
13. La Gloria
14. La Jagua de Ibirico
15. Manaure
16. Pailitas
17. Pelaya
18. Pueblo Bello
19. Río de Oro
20. Robles La Paz
21. San Alberto
22. San Diego
23. San Martín
24. Tamalameque
25. Valledupar